# Баширов, Масгут Зайнетдинович
Масгут Зайнетдинович Баширов (21 апреля 1908, Бирск, Уфимская губерния — 16 апреля 1978, Бирск, Башкирская АССР) — композитор, педагог. Заслуженный работник культуры БАССР (1967). Член Союза композиторов (1940). Участник Великой Отечественной войны.

## Биография
Масгут Зайнетдинович Баширов родился 21 апреля 1908 года в г. Бирске в рабочей семье. Мать была домохозяйкой. В семье было шестеро детей, но выжил один Масгут. С семи лет он учился в русской трехклассной приходской школе. После окончания начальной школы он учился в школе с педагогическим уклоном.
В 1938 году он окончил Уфимское музыкальное училище — дирижерско-хоровое и теоретическое отделения (педагоги С. Т. Герберт, В. Х. Штегман).
По окончании училища до 1941 года там же и работал преподавателем по классу истории и теории музыки. Участвовал в музыкальном оформлении спектаклей самодеятельного татарского театра в Бирске, работал пианистом-иллюстратором немого кино.
Во время войны сержант М. З. Баширов находился на военной службе в пограничном полку НКВД. Участвовал в боях с фашистами, перенес ранения и контузию. На фронте в минуты затишья он устраивал концерты для солдат или сочинял музыку.
После войны М. З. Баширов вернулся в Уфу. В Уфимском музыкальном училище вел занятия по сольфеджио, теории музыки и музыкальной литературе, читал лекции по истории западной музыки, работал с башкирским хором. В эти годы он обработал для хора башкирские народные песни «Абдрахман», «Нылыу кыззар». На тему песни «Таштугай» была написана пьеса для скрипки и фортепиано.
Масгут Зайнетдинович был одним из первых музыковедов БАССР. Он написал очерки «Башкирская народная песня», «Музыка Советской Башкирии», «Камиль Рахимов», многочисленные статьи и заметки в республиканских газетах.
М. Баширов был одним из организаторов Союза композиторов БАССР.
В 1949 году организовал в Бирске музыкальную школу и до 1969 года там работал директором.
Как композитор, он сочинял инструментальную музыку, занимался обработкой башкирских и татарских народных песен, как музыковед — писал статьи о башкирской музыке.

## Сочинения
Баширов Масгут Зайнетдинович — автор романсов и хоровых песен на стихи башкирских поэтов.
Инструментальные пьесы и песни для детей.
Обработки башкирских и татарских народных песен (Абдрахман-кан+ тон", «Кагарман-кантон», «Райхан», «Таштугай» и др.) для хора, голоса и фпейты.
Сочинения для оркестра народных инструментов, фортепианные пьесы Маленькая сонатина (1959). Сонатина (1960), Этюд (1959), Юмореска (1959), Скерцино (1961).
Книга «Камиль Рахимов» (1967)
Передачи на Башкирском радио и ТВ передач о классической и народной музыке.

## Награды и звания
Заслуженный работник культуры БАССР (1967)

## Память
Детская музыкальная школа г. Бирска носит имя композитора М. З. Баширова — основателя и первого директора школы.
В целях увековечения памяти заслуженного работника культуры Республики Башкортостан Масгута Зайнетдиновича Баширова, внесшего большой вклад в становление и развитие башкирского музыкального искусства, в г. Бирске установлена мемориальная доска на здании детской музыкальной школы.